# 루빈 코스게이
루빈 세로네이 코스게이(Reuben Seroney Kosgei, 1979년 8월 2일 ~ })는 케냐의 육상 선수로 3000m 장애물달리기에서 거의 활약하였다. 캅사베트 출생으로 2000년 시드니 올림픽에서 21세의 나이로 장애물달리기를 8분 21.43초로 우승한 코스게이는 최연소 올림픽 금메달리스트가 되었다.
2006년 코먼웰스 게임에서는 동메달에 그쳤다. 2009년 빈 마라톤에서 마라톤 데뷔를 하였으나, 경주를 완료하지 않았다. 그해에 열린 피렌체 마라톤에서는 2위를 하였다.